# Bahnhof Vösendorf-Siebenhirten
Der Bahnhof Vösendorf-Siebenhirten ist ein Bahnhof, der sich im Netz und Eigentum der Wiener Lokalbahnen AG (WLB) in Vösendorf in Niederösterreich an der Lokalbahn Wien-Baden befindet.

## Lage

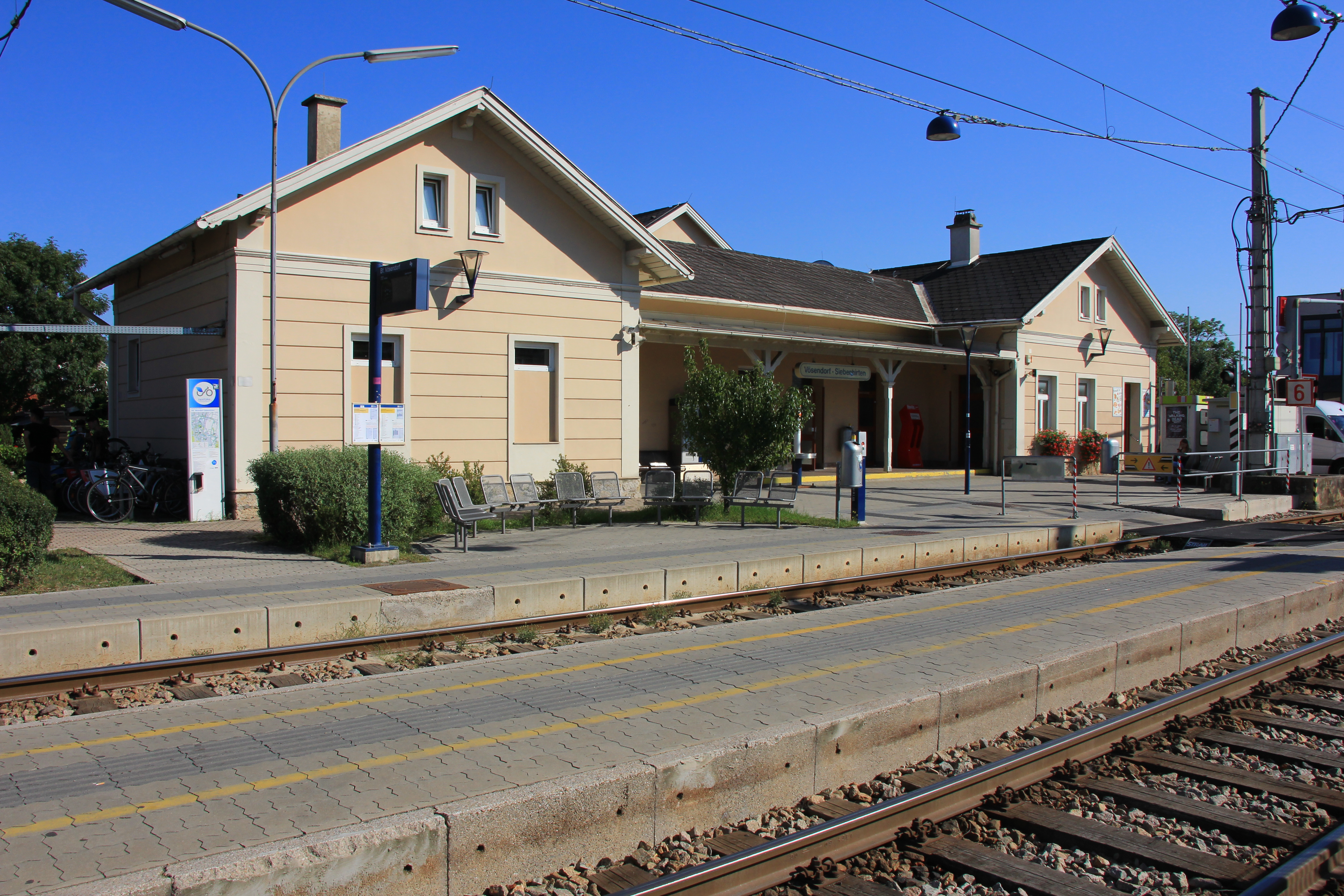
Der Bahnhof von den Bahnsteigen aus gesehen

Der Bahnhof befindet sich in Vösendorf in Niederösterreich, neben ihm liegen die Haltestellen „Schönbrunner Allee“ (nördlich) und „Vösendorf SCS“ (südlich) ebenfalls in dieser niederösterreichischen Gemeinde.
Der Bahnhof ist wegen seiner Lage als letzter Bahnhof der Lokalbahn an der Grenze von Wien zu Niederösterreich auch Grenze der Kernzone Wien des Verkehrsverbundes Ost-Region (VOR).

## Anbindung
Der Bahnhof wird durch die Lokalbahn Wien–Baden bedient. Die Stadtbuslinien 61A und 61B verkehren tagsüber ebenfalls am Bahnhof.
| Linie | Verlauf | Intervall | Betreiber       |
| ----- | --- | --------- | --------------- |
| 303   | Oper – Karlsplatz – Matzleinsdorfer Platz – Meidling – Inzersdorf – Neu Erlaa – Vösendorf-Siebenhirten – Shopping City Süd – Maria Enzersdorf – Baden Landesspital – Bahnhof Baden – Baden Josefsplatz | 60 Min    | Dr. Richard WLB |

## Barrierefreiheit
Der Bahnhof hat ein Blindenleitsystem sowie Lautsprecher für akustische Ansagen. Der Bahnsteig hat Niederflurbahnsteige, die einen stufenlosen Einstieg ermöglichen, seit 2023 verkehren Niederflur-Zugsgarnituren ohne Stiegen auf der Lokalbahn.

## Betrieb
Im Bahnhofsgebäude befinden sich Diensträume der Wiener Lokalbahnen AG und ein Warteraum. In der Vergangenheit gab es einen mit Personal besetzten Fahrkartenschalter, der aber geschlossen und durch einen Fahrkartenautomaten ersetzt wurde.

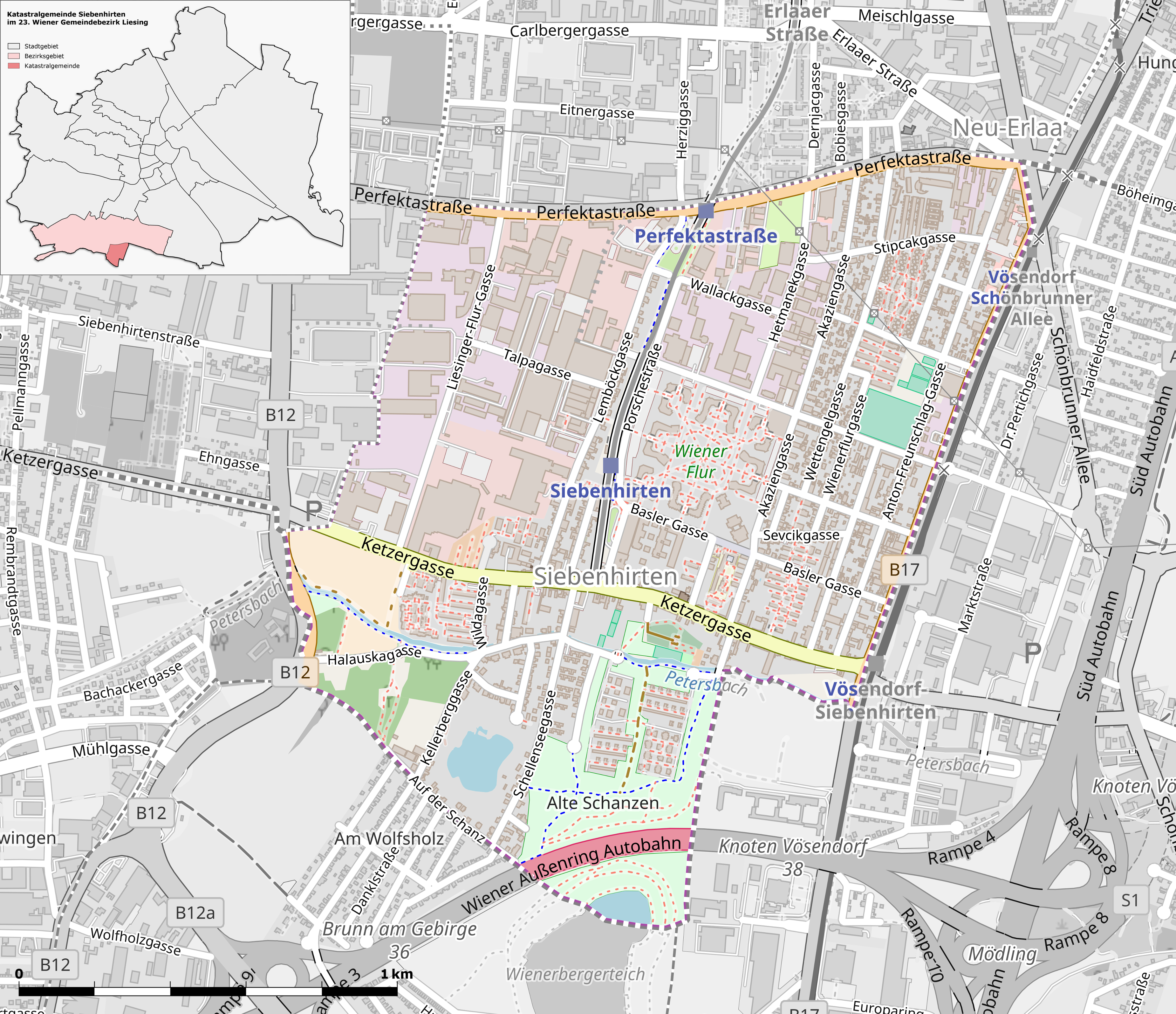
Lage des Bahnhofs Vösendorf-Siebenhirten an der Stadtgrenze von Wien (Mitte rechts)

Nördlich und südlich des Bahnhofes liegen Weichen, die einen Gleiswechselbetrieb möglich machen.
Im Bahnhof liegen auch mehrere zusätzliche Gleise, die zum Abstellen von Wagen verwendet werden. Diese Gleise stammen aus der Zeit, in der der Bahnhof den Frachtenverkehr der Raffinerie und der Gewerbebetriebe der Umgebung abzuwickeln hatte. Im Norden dieser Gleise zweigten Anschlüsse in das Betriebsgelände östlich der Bahn, das in Vösendorf lag, ab. Einer der Betriebe dort war das Stahlwarenunternehmen Waagner-Biro, nach dem auch eine frühere, 1949 aufgelassene Haltestelle „Waagner Biro Fabrik“ benannt war.
Im Süden des Bahnhofs lag das Anschlussgleis der 1958 stillgelegten Raffinerie Vösendorf. Seine letzten Reste wurden erst 2001 entfernt.

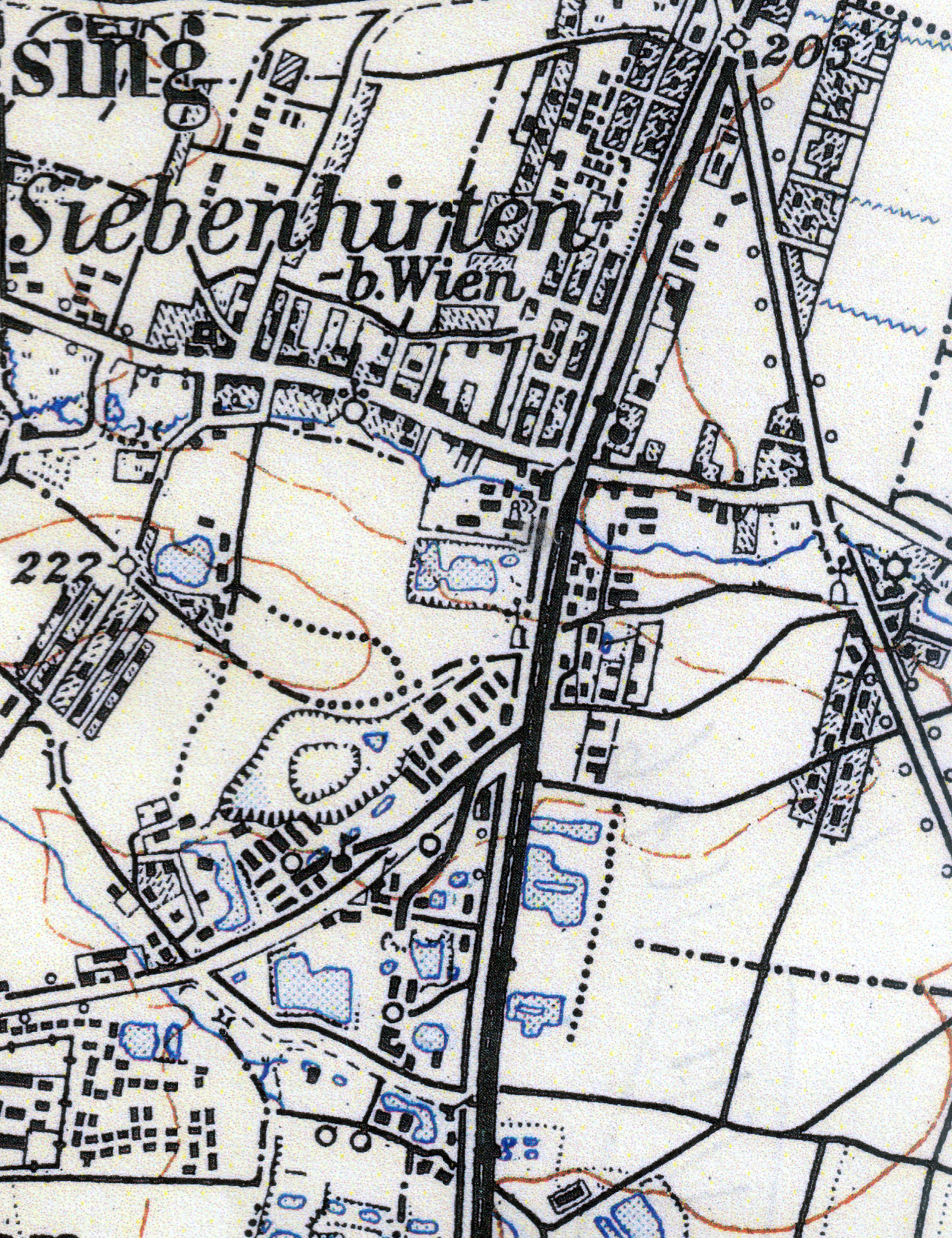
Gleisanschluss der Ziegelwerke im Süden des Bahnhofs

Ein weiteres Anschlussgleis befand sich einige Hundert Meter weiter südlich (etwa auf Höhe der späteren Shopping City Süd), dieser Gleisanschluss diente den westlich der Bahn liegenden Ziegelwerken. Seine letzten Reste wurden bei der Neugestaltung der Straßenzufahrt zur Shopping City abgetragen.